# 異世界失格
《異世界失格》是由野田宏負責原作、若松卓宏負責作畫的日本漫畫，由2019年10月2日開始連載於小學館旗下漫畫網站「Yawaraka Spirits」。
2022年7月11日，宣布將改編為電視動畫。2023年6月6日，宣布改編電視動畫於2024年7月首播。
改編漫畫在2024「BookLive!讀者票選」的「讀者票選推薦最佳100部異世界漫畫」的排行榜中，位居少年漫畫·青年漫畫的第33名。

## 劇情簡介
主角（老師）與情人進入玉川上水正準備自殺，卻被一輛卡車撞倒，醒來時發現自己在一棟西式建築內。眼前的女聖職者選擇那些在原來的世界過著不幸生活的人，遇上“異世界卡車”，解釋說他成為一名冒險家，是作為英雄被調動的。故事描繪了主人公，一位一心求死的“大文豪”，作為冒險家在異世界生活的“第二人生”。

## 登場人物

### 主要角色
老師（聲：神谷浩史）
愛著的“小崎”想要與之同歸於盡，卻被“那輛卡車”撞到，意外轉移到了異世界的文豪。攜帶著常用的安眠药和香菸，總是在尋找自己的死亡之地。旅途中，他常躺在棺材裡，由同伴把他拉出來。雖然沒有攻擊力，但體內卻累積著致命的毒素，在死亡樹妖試圖吸收生命能量的時候就能毒死它。
在原來的世界裡，他曾經五次自殺未遂。由於無懼甚至歡迎死亡；對同伴也沒有深刻情感；反而使敵人無法以性命相要脅；甚至反過來利用自己的生命克制敵人。
最初大家認為老師並沒有賦予轉移者“天賦力量”，但在與鈴木的戰鬥中，技能“寫作”覺醒。最開始的能力是將轉移者送回原來的世界，隨後又可運用來為指定寫作對象增益。以作家特有的觀察力和演講技巧影響了許多人。
安妮特（聲：大久保瑠美）
老師被轉移到了艾斯騰聖殿的神職人員（第5集證實原是第一教堂的主教）。
據同事伊夏所言；她屬於那種純潔而且樂於助人的型別。與其他三位教堂主教一樣，負責接待轉生者；但潛意識卻逐漸對轉生者失望，產生職業倦怠。雖然她對自私的轉移者感到不滿，但仍恪守職責。遇到老師後找回初心；也因對老師產生愛慕之情；決定辭去圣职者的工作陪伴他。
當老師躺進棺材後；就主動承接「拉棺材」的工作。雖然老師一心求死；她仍想盡辦法讓老師繼續活下去。大部分對老師的攻擊；都是被安妮特所施展的聖盾擋下。
小玉／瑪蒂達（Tama／Matilda，聲：鈴代紗弓）
老師幫助的武鬥家貓耳少女；性格活潑。因為死亡樹妖吸收了老師在他體內積累的致命毒素並死亡，救了她的命。起初出於報恩心態；而想邀請老師到家鄉作客；故跟他和安妮特一起結伴而行。
“小玉”是老師給她的名字，真名為“瑪蒂達”，是格倫一國的公主，該國家擅長武術。
因為安妮特一人拉不起棺材；被迫跟著一起拉。後來都是由兩位女性，拉著「老師」的棺材移動。在格倫篇結束時，由於以為小玉退隊；所以由尼亞代替拉棺，直到小玉歸隊為止。
尼亞（聲：小市真琴）
在維利迪斯村，一位少年介紹旅行用的保鏢，父親留下的劍是他的寶物。
原本只是想騙取老師一夥的保鑣雇傭費。但在被來自異世界劫匪搶劫時；老師出現嚇退劫匪而被救下。為了報恩親自加入老師的團隊「擔任保鑣」。立志成為勇敢的戰士的見習劍士。
平常不用像安妮特與小玉一樣拉老師棺材。但在格倫篇結束時，由於以為小玉退隊；所以只好代替小玉拉棺（還被老師嫌技術不如小玉），直到小玉歸隊為止。
美乐斯（聲：木野日菜）
擁有變身能力的安妮特的使魔。被老師命名為“美乐斯”。
欧迪莉亚（聲：悠木碧）
帶著一條名叫瑠卡（聲：相馬康一）的龍少女，被“七墮天使”所打倒的憤怒魔王的女兒。雖然憎恨殺死父親的轉移者，但是老師從她的眼睛裡看到了悲傷。
：在教皇重新改寫世界後；被老師主動找上邀約合作。但拉棺材的人變成自己。

### 世界教團
伊夏（聲：中原麻衣）
第二教堂的主教。與安妮特是關係最好的朋友，當對方辭去工作與轉移者一同冒險的事讓她感到擔憂，非常擔心安妮特的安全。
沃尔夫（聲：岛崎信长）
第三教堂的主教，有“颶風大魔道士”的別名，被譽為世界上最強大的魔法師之一。他也是一位深受女性歡迎的花花公子。擁有使魔“雌美樂斯（老師命名）”（聲：荻野葉月）。
亞利亞（聲：會澤紗彌）
作為代替安妮特位置的新上任第一教堂主教。
艾爾頓（聲：三宅健太）
哥布林族出身的第四教堂主教。
米拉（聲：飛田展男）
枢機主教。
教皇（聲：子安武人）
世界教團的教宗兼指導者，實則本作的大反角，擁有「再創造」的能力，可以自由改寫世界的走向。
在試圖在老師與小崎轉生時不拆散對方未果後，與小崎聯手將憤怒魔王與魔王軍復活。

### 轉移者

#### 七墮天使
柏原（聲：小野大辅）
被稱為“暴食墮天使”的勇者“七墮天使”之一，擁有吞噬一切的“弱肉強食”天賦，可以使用被吃掉的對象技能。生前是位目中無人的有錢貴族，雖然盡享奢侈生活，但慾望永無止境，甚至對身邊服侍他用餐的傭人用叉子下了殺手而被逐出貴族家庭。在收拾了一位瞧不起他的路人後，被“那輛卡車”撞死而轉生到異世界。
率領大哥布林襲擊格倫王國，被憤怒魔王女兒歐迪莉亞斬首，成為第一個被殺死的“墮天使”。
仙石（聲：杉田智和）
被稱為“憂鬱墮天使”的勇者“七墮天使”之一，一身種裝甲，擁有魔法無效化，率領蜥蜴人進攻沙漠的矮人居住的格盧普誠，遭遇有「颶風大魔道士」的別名的沃爾夫領導抵抗敗戰。
百合子（聲：小原好美）
被稱為“貪婪墮天使”的勇者“七墮天使”之一，擁有“大欲非道”的天賦，可以吸收一切甚至加速對象老化衰弱。外貌是一位女學生。「颶風大魔道士」沃爾夫的弟子。
生前由於一直被家人強制要求照顧體弱多病的妹妹光，並且由於家人偏愛光又經常冷遇及數落百合子，而導致百合子未能上高中且失去了該有的青春生活。內心一直想被他人所關注。最後因為想模仿妹妹裝扮出去而被偏愛妹妹的父親（聲：野川雅史）扇耳光，身心徹底絕望而孤身離開家門被“那輛卡車”撞死。來到異世界後因為天賦長期未覺醒而被沃爾夫認為未有討伐魔王的能力，反讓沃爾夫認為她應該安穩地在異世界生活，但從未有放棄過。然而光的到來以及被沃爾夫相中成為了壓垮她的最後一根稻草，也是這時天賦覺醒，發動能力吞噬了光的青春讓她直接衰老，並把光的髮帶拿走而將自己的髮飾綁成了光同款髮型。
在老師帶來光本人並執著地代其轉述了光為何來到異世界的真正原因後，姐妹長期的心結才得以了卻。在老師的“寫作”天賦發動下，“大欲非道”天賦被驅離，與恢復原貌的光一同被遣返回原來的世界。是老師第一個親自用天賦來遣返回原世界的“墮天使”。
小崎（聲：上田丽奈）
被稱為“傲慢墮天使”的勇者“七墮天使”之一，擁有“桀傲不遜”的天賦，能夠操控人心，乃至於教皇正處於她的股掌之中。
老師的愛人，本應透過殉情使兩人的愛情成為永恆，卻因為意外事故而分離。對老師的執念非常病態。
晚禮服男（聲：小西克幸）
被稱為“怠惰墮天使”的勇者“七墮天使”之一，一身侍酒師裝扮，常以眺望世界為樂。
薰
被稱為“虛偽墮天使”的勇者“七墮天使”之一，黑斗篷裝束，艾爾頓大主教徒弟。親手殺死狂暴化的艾爾頓大主教。
伊萊扎
被稱為“色欲墮天使”的勇者“七墮天使”之一，擁有“酒池肉林”的天賦，可以將對象以史萊姆吞噬，同化並共享記憶，使對象成為自己的俘虜。

#### 其他轉移者
铃木（聲：冈本信彦）
在維爾鎮出現的墮轉移者。擁有一種能使撫摸過的人無條件成為奴隸的“絕對服從”天賦，是老師第一個擊敗的轉移者，被送回原來的世界並在一家超市找到一份工作。
小太郎（聲：松岡禎丞）
在維爾鎮出現的rap饒舌墮轉移者，基本上是雜魚屬性，他巴結其他自認為強力的轉移者。擁有“通貨無限増殖”天賦。最初想勾搭安妮特，但被拒絕並被安妮特和小玉所回擊，遂依附巴結鈴木借用他的天賦來公報私仇。後在老師過來討伐鈴木時，卻畏懼於老師的劇毒特性發動而倉皇逃離並下落不明。
Q太郎（聲：河西健吾）
墮轉移者，擁有召喚連龍的皮膚都能刺穿之武器「瘋狂的弓弩」的天賦。
哲夫（聲：濱野大輝）
墮轉移者，擁有硬化皮膚的天賦。
眼鏡（聲：福島潤）
墮轉移者，擁有看到對方情報的天賦。
山田（聲：內田雄馬）
轉移者，個性自詡正義。幫助了托涅里克村民驅逐墮轉移者，卻萬沒想到自己實際幫了一群不明真相而驅逐了真正的守護者艾榭的愚昧村民以及企圖接手世界樹葉子不正生意的村長（聲：小形滿）而非常震驚自責。
老大（聲：乃村健次）
墮轉移者。率領一群墮轉移者集團擅自在托涅里克開轉移者專用賭場，以及做著因世界樹葉子含有令人上癮的鎮痛劑功效而衍生的不正生意勾當，企圖霸佔村落，後被山田所驅逐。
薩布（聲：村田太志）
墮轉移者，擁有“螞蟻地獄”的天賦，為托涅里克開賭場的老大的手下。同樣企圖霸佔托涅里克村落，後被山田所驅逐。
透（聲：興津和幸）
轉移者，擁有“萬物驅動”的天賦，曾組建暴走族狩男組織“異世界麗心愚”並作為初代總長四處橫行霸道，所率領的狩男成員被狼化的齋藤所殲滅，自己因為尼亞阻止齋藤失控而得以落荒而逃。後來成為沙漠內白天的公共交通，夜晚則守護著孤兒院。
齋藤（聲：青山穰）
雙腿失能的轉移者，由於生前未能阻止自己的好友遭到不良搶劫而畏懼逃跑，遭到“那輛卡車”撞死而來到異世界。擁有狼化的天賦，經常隱瞞自身身份來化身狼人打擊沙漠上的惡棍，但實際本性善良，暗中為尼亞曾經待過的孤兒院提供糧食支援。在老師一行來到孤兒院休息後，遇到之前一直沒有見到過的尼亞並談心。後來狩男組織“異世界麗心愚”襲擊孤兒院時，看到怯弱不敢動身的尼亞便聯想起自己的經歷後，發動天賦擊退組織，但卻控制不住殺戮的慾望，後被尼亞親自阻止而得以恢復人形。再向老師一行和孤兒院的人們交代了真相後，經老師的“寫作”能力發動和孤兒院人們的感謝聲下，得以回到了原來的世界和朋友再遇。
光（聲：高野麻里佳、久保田民繪〈老婆婆〉）
轉移者，百合子的妹妹。生前體弱多病，由百合子所照顧，並被家人所偏愛，導致百合子未能上高中而遭到家人冷遇的源頭。在百合子被“那輛卡車”撞死後，由於察覺到百合子已經不在後，對沒有姐姐的世界深感絕望而離開家並被“那輛卡車”撞死。轉生到異世界時被沃爾夫一眼認為有勇者材質，遭來了百合子的嫉妒而使百合子天賦覺醒而被吞噬加速老化，使得自己長期關在屋內，成為刻在沃爾夫的心傷而經常晚上在屋門前道歉。
後來在老師發覺到有實情並親自找到她，並把她本人用“自動推動床”的方式送到正綁了沃爾夫之後百合子所待的教堂處。在老師道出了光為何也來到異世界的真正實情後，姐妹兩位長期的心結總算得以了卻。在老師的“寫作”天賦發動下，自己得以恢復到青春健康模樣，與百合子一同被遣返回原世界。
一樹
轉移者，擁有“樹牢”的天賦。

### 格倫王國
塞貝利安（聲：玄田哲章）
格倫王國國王，小玉／瑪蒂達的父親。
布利亞德（聲：麥人）
格倫王國大臣，塞貝利安的師傅。
拉帕瑪（聲：川澄綾子）
格倫王國王妃，小玉／瑪蒂達的母親。與雷昂在十年前的事故中去世。
雷昂（聲：內山夕實）
格倫王國王子，小玉／瑪蒂達的哥哥。與拉帕瑪在十年前的事故中去世。
科吉卡（聲：久保百合花）
在格倫王國酒館工作的服務生，曾是小玉／瑪蒂達的侍女。

### 其他異世界角色
夏洛特（聲：水瀨祈）
托馬斯國王的女兒。
托馬斯（聲：茶風林）
夏洛特公主的父王。
奧托（聲：福山潤）
吟遊詩人。
艾榭（聲：能登麻美子）
原住在托涅里克村邊緣，因為墮轉移者霸佔村落後開設酒館作為舞女，被托涅里克村民所排擠而被冠上“涅里克村的魔女”遭到隔離。真實身份為守護著格林的世界樹的精靈，開酒館實際是通過應付墮轉移者，來暗中守護著托涅里克村，但卻得不到真正的理解而遭原村民排擠。在老師看出了她的內心和背後真相，以及在墮轉移者被逐出時，老師選擇包庇她後，甘願離開村落並隨後把世界樹弄枯萎凋敝，從而斷絕了托涅里克村的主要依託和關於有鎮痛劑功效（過多攝入則會上癮）的世界樹葉子的不正財路以作為對村落的訣別，且對貼近了內心的老師，給予了無限持有安眠藥的加護作為報答。
卡什（聲：齊藤貴美子）
位於沙漠地帶的孤兒院的院長，曾照顧過失去雙親的尼亞。
多蘭（聲：間宮康弘）
格盧普王國的國王。
洛多斯（聲：斧篤志）
鍛造公會首領。
奧維莉絲（聲：井上喜久子）
居住於禁足地奧蘭榭的妖精王，曾給予勇者加護。
索露露（聲：富田美憂）
雙子精靈。
艾露露（聲：島袋美由利）
雙子精靈。
扎菲亞
布勞王國女王。
狄安薩
精靈之村「白雪」的精靈。
菈菈
精靈之村「白雪」的精靈，狄安薩的祖母。外號「轟水大魔導士」，是沃爾夫的師父。

## 出版書籍
| 卷數 | 小學館         | 小學館                 | 東立出版社     | 東立出版社             |
| 卷數 | 發售日期       | ISBN                   | 發售日期       | ISBN                   |
| ---- | -------------- | ---------------------- | -------------- | ---------------------- |
| 1    | 2020年4月10日  | ISBN 978-4-09-860560-6 | 2021年11月15日 | ISBN 978-957-26-6080-5 |
| 2    | 2020年7月10日  | ISBN 978-4-09-860650-4 | 2023年2月20日  | ISBN 978-957-26-6081-2 |
| 3    | 2020年10月12日 | ISBN 978-4-09-860747-1 |                |                        |
| 4    | 2021年2月12日  | ISBN 978-4-09-860847-8 |                |                        |
| 5    | 2021年7月12日  | ISBN 978-4-09-861104-1 |                |                        |
| 6    | 2022年1月12日  | ISBN 978-4-09-861274-1 |                |                        |
| 7    | 2022年7月12日  | ISBN 978-4-09-861377-9 |                |                        |
| 8    | 2022年11月10日 | ISBN 978-4-09-861534-6 |                |                        |
| 9    | 2023年6月12日  | ISBN 978-4-09-861832-3 |                |                        |
| 10   | 2024年2月9日   | ISBN 978-4-09-862743-1 |                |                        |
| 11   | 2024年6月28日  | ISBN 978-4-09-862884-1 |                |                        |
| 12   | 2024年9月11日  | ISBN 978-4-09-863057-8 |                |                        |
| 13   | 2025年4月11日  | ISBN 978-4-09-863455-2 |                |                        |

單行本第1卷跟同由野田宏、若松卓宏創作的《愛在征服世界後》第1卷同日發售。

## 電視動畫

### 製作人員
- 原作：野田宏、若松卓宏
- 監督：河合滋樹
- 系列構成：中西泰博
- 角色設計、總作畫監督：稻吉智重、稻吉朝子
- 怪物設計：寺尾憲治
- 道具設計：岩畑剛一、
- 美術監督：三宅昌和
- 美術設定：佐南友理
- 色彩設計：坂本和泉
- 2D設定：、
- 3D監督：
- 攝影監督：廣岡岳
- 剪輯：須藤瞳
- 音響監督：明田川仁
- 音樂：末廣健一郎
- 音樂製作：KADOKAWA
- 動畫製作：Atelier Pontdarc

### 主題曲
片頭曲
主唱、作词：伊東歌詞太郎，作曲、编曲：织川制吾
第8話未使用
片尾曲
主唱：前島麻由，作詞、作曲、編曲：烏屋茶房

### 各話列表
| 話數 | 標題（中文∣日文）               | 劇本     | 分鏡                | 演出                         | 作畫監督 | 首播日期      |
| ---- | ------------------------------- | -------- | ------------------- | ---------------------------- | --- | ------------- |
| 1    |                                 | 中西泰博 | 河合滋树            | 今泉龙太                     | 稻吉智重、稻吉朝子 | 2024年 7月9日 |
| 2    |                                 | 中西泰博 | 河合滋树            | 石丸諒                       | 春川彩子、渡邊遙、 金慧秀、稻吉智重、 稻吉朝子、Song Hyeon-ju、 Lee Seung-hui、Han Eun-mi、 SunJiwei、Wei Xu Long、 FanDongDong、寺尾憲治（怪物） | 7月16日       |
| 3    | 我隨時都有死的覺悟              | 中西泰博 | 岩畑剛一            | 糸賀慎太郎                   | 稻吉智重、稻吉朝子、 寺尾憲治、春川彩子、金慧秀、 Choi So-jeong、Song Hyeon-ju、 Sins Eung-suk、寺尾憲治（怪物）                                  | 7月23日       |
| 4    | 自殺是不可以的                  | 中西泰博 | 川村賢一、 河合滋樹 | 糸賀慎太郎                   | 稻吉智重、稻吉朝子、 寺尾憲治、今泉龍太、 坂井久太、Won Mi-na、 Park Son-ok、Kim Gi-eun                                                           | 7月30日       |
| 5    | 我是想去死的人，不是死人        | 中西泰博 | 今泉龙太            | 今泉龙太                     | 稻吉智重、渡邊遙、 寺尾憲治、Song Hyeon-ju、 Shin Seung-sook、Sins Eung-suk                                                                       | 8月6日        |
| 6    | 想吃的人，從城下來              | 中西泰博 | 岩畑剛一            | 小野步                       | 加野晃、渡邊遙 | 8月13日       |
| 7    | 還會判死刑嗎？                  | 中西泰博 | 河合滋樹、 川村賢一 | 糸賀慎太郎                   | 坂井久太、寺尾憲治、 渡邊遙、春川彩子、 金慧秀、Kang Soo-jung、                                                                                   | 8月20日       |
| 8    | 那個洞很有背德的味道            | 中西泰博 | 河合滋樹            | 高田昌廣、 石丸諒、 河合滋樹 | 稻吉智重、渡邊遙、春川彩子、 Won Mi-na、Park Son-ok、 Lim Yeo-hee、Kim Gi-eun                                                                     | 8月27日       |
| 9    | 把我變成一團灰燼                | 中西泰博 | 今泉龙太            | 今泉龙太                     | 坂井久太、渡邊遙、春川彩子、 稻吉智重、稻吉朝子、Park Son-ok                                                                                      | 9月3日        |
| 10   | 你真該後悔 沒有好好奪取我的生命 | 中西泰博 | 渡邊政治            | 河合滋樹                     | 坂井久太、渡邊遙、春川彩子、 Kang Soo-jeong、稻吉智重、稻吉朝子、 Park Son-ok、Kim Gi-eun、Won Mi-na、 Cho Eun-kyung、SunJiwei、Wei Xu Long       | 9月10日       |
| 11   | 在寫完你的故事之前我不能死      | 中西泰博 | 渡邊政治            | 糸賀慎太郎                   | 坂井久太、渡邊遙、春川彩子、 今泉龍太、稻吉智重、稻吉朝子、 Lee Sung-hi、Song Hyeon-ju、 Shin Seung-uk、Kim Jung-rim、LEE MI YUNG                 | 9月17日       |
| 12   | 這次我絕對會死                  | 中西泰博 | 川村賢一、 岩畑剛一 | 小野步                       | 坂井久太、加野晃、春川彩子、 渡邊遙、今泉龍太、稻吉智重、稻吉朝子                                                                                 | 9月24日       |

### BD＆DVD
| 卷數 | 發行日期       | 收錄話數       | 規格編號   | 規格編號   |
| 卷數 | 發行日期       | 收錄話數       | BD         | DVD        |
| ---- | -------------- | -------------- | ---------- | ---------- |
| 1    | 2024年10月25日 | 第1話 - 第4話  | ZMXZ-17681 | ZMBZ-17691 |
| 2    | 2024年11月27日 | 第5話 - 第8話  | ZMXZ-17682 | ZMBZ-17692 |
| 3    | 2024年12月25日 | 第9話 - 第12話 | ZMXZ-17683 | ZMBZ-17693 |

## 備註
1. ↑  雖然原作中從未說過老師是「太宰治」，但由於其經歷含有太多太宰治的元素，因此被大眾普遍認為是以太宰治為原型。
2. ↑  根據名字以及老師的原型普遍推測，進一步推想可能是以太宰治一同殉情的「山崎富榮」為原型。

### 其它
1. ↑  出自太宰治的短篇小說《跑吧！美樂斯》。

## 外部連結
- 漫畫連載網站
- 漫畫的X（前Twitter）
- 電視動畫官方網站（日語）